# Vittore di Roma
Vittore (... – ...) è un santo di Roma, venerato come martire dalla Chiesa cattolica.

## Biografia e culto
Non si conosce quasi nulla di questo santo, che tuttavia è commemorato al 17 maggio nell'antico Martirologio geronimiano del V secolo come martire romano. Incerta è l'epoca del suo martirio, collocato durante l'impero di Diocleziano (284-305). Secondo la Notitia ecclesiarum urbis Romae Vittore era sepolto nella catacomba di Sant'Ermete, detta anche catacomba di Bassilla.
Per un'errata lettura del Martirologio geronimiano, Cesare Baronio inserì la sua memoria nel Martirologio Romano assieme a quella di altri martiri, Adrione e Basilla. In realtà, Adrione è un martire di Alessandria d'Egitto, mentre Basilla non è altro che il nome del cimitero dove fu sepolto Vittore.
Il Martirologio Romano rivisto e corretto dopo il Concilio Vaticano II ha separato la memoria dei due santi Adrione e Vittore, commemorati lo stesso giorno. Vittore è ricordato con queste poche parole:
(Martirologio Romano. Riformato a norma dei decreti del Concilio ecumenico Vaticano II e promulgato da papa Giovanni Paolo II, Città del Vaticano, 2004, p. 404)